# Juncaginaceae
{{Taxobox
| name = 
| image = Triglochium_palustris_BotGartBln310505.JPG
| image_width = 250п
| image_caption = 
| regnum = 
| divisio = 
| classis = 
| ordo = 
| familia = 
| familia_authority = 
| subdivision_ranks = родови
| subdivision =
-{Lilaea Bonpl.

Maundia F.Muell.

Tetroncium Willd.

Triglochin L.}-
| synonyms = по Кронквистовом систему:
-{Heterostylaceae Hutch., 1934

Lilaeaceae Dumort., 1829

Maundiaceae Nakai, 1943

Triglochinaceae Chev., 1827
}-
}}
Juncaginaceae је назив фамилије монокотиледоних скривеносеменица из реда Alismatales. Статус фамилије постоји у већини класификационих система. Фамилија је космополитског распрострањења, а обухвата четири рода са петнаест врста.